# 200 Miglia di Daytona
La 200 Miglia di Daytona (denominazione ufficiale Daytona 200) è una competizione motociclistica della lunghezza di 200 miglia (322 km) che si disputa ogni anno sul Daytona International Speedway a Daytona Beach in Florida, negli Stati Uniti d'America.

## Storia

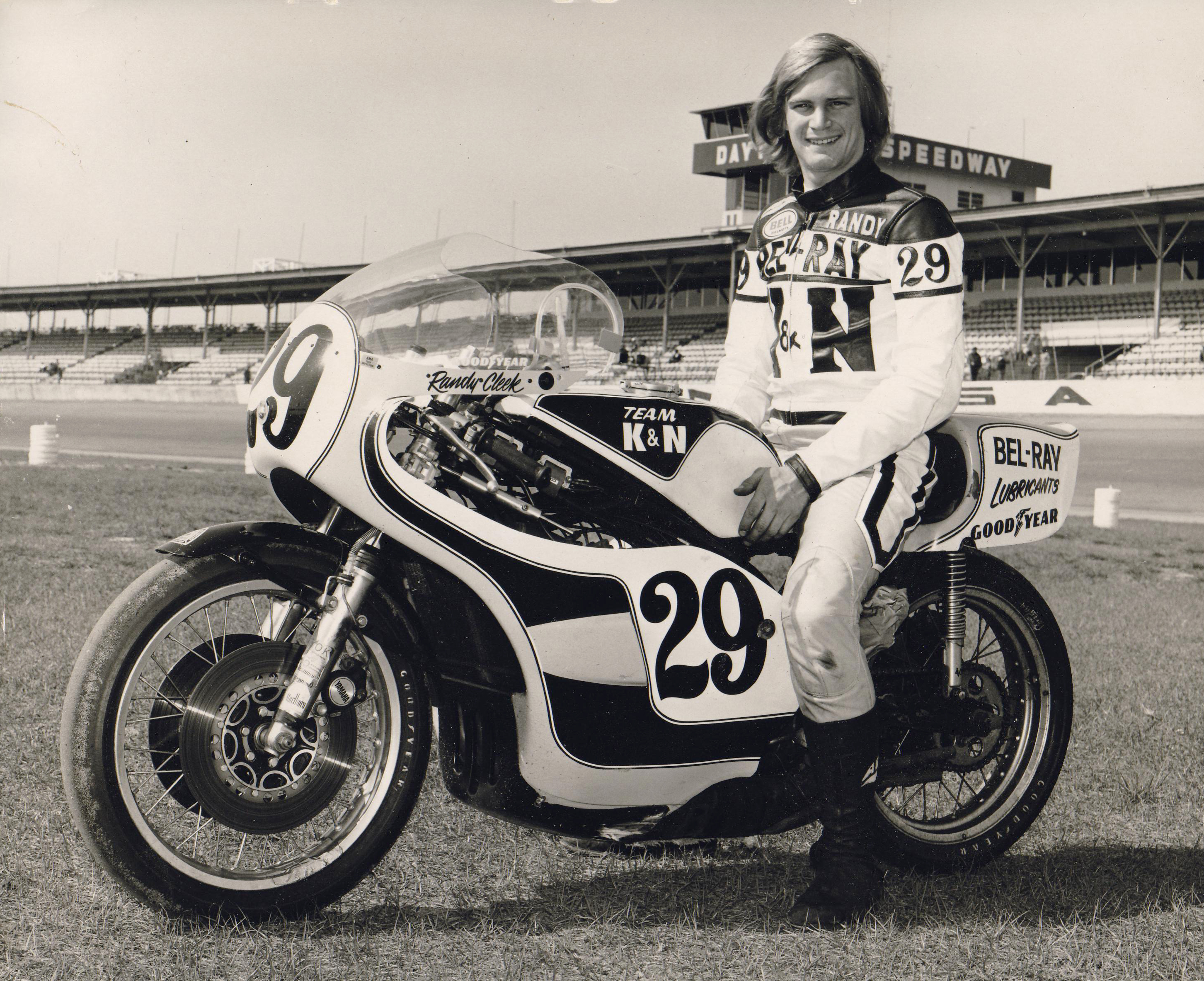
Randy Cleek alla 200 Miglia di Daytona 1975. Il pilota statunitense, su Yamaha TZ 750, concluderà 55°.

Le prime edizioni si tennero a partire dal 1937 sul tracciato di 3,2-miglio (5,1 km) del Daytona Beach Road Course per poi spostarsi nel 1961 sul circuito di 2-miglio (3,2 km) del Daytona International Speedway. Per molti anni il tracciato è rimasto praticamente invariato, snodandosi per gran parte lungo l'ovale sopraelevato utilizzato per le gare NASCAR e comprendendo una sezione interna più lenta, al pari del tracciato della 24 Ore di Daytona automobilistica.  L'edizione del 1977, vinta da Steve Baker, fu valida per il Motomondiale, nella classe Formula 750. Dal 1985 la gara si disputa con moto della categoria superbike, attirando anche i migliori piloti europei. In seguito ai lavori di ristrutturazione alla prima parte del tracciato sopraelevato (il West banking) avvenuti alla fine della stagione 2004 e che avevano aumentato la velocità di percorrenza di quel tratto, per la gara del 2005 si decise (per motivi di sicurezza) di disputare la 200 Miglia con le moto della categoria AMA Formula Xtreme, meno potenti della classe regina AMA Superbike e si varò una nuova configurazione del tracciato che evitasse il West banking: dopo il tornante Pedro Rodríguez, essa comprendeva una nuova bretella e percorreva contromano la curva International Horseshoe e si riallacciava al rettilineo Superstretch attraversando l'area all'interno del tracciato, avendo così una lunghezza inferiore di circa mezzo miglio rispetto all'anno precedente e imponendo l'aumento dei giri della gara. 

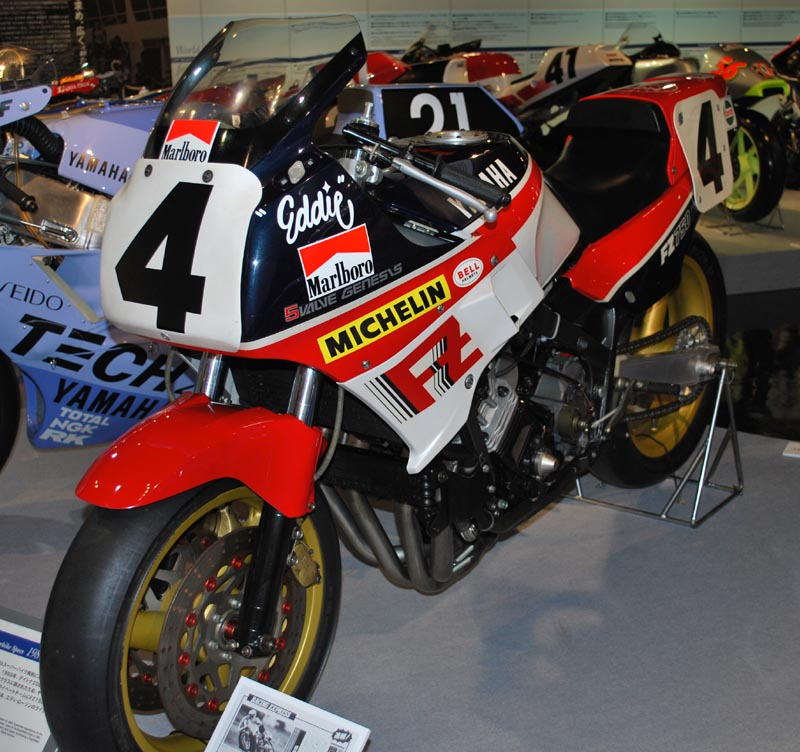
La Yamaha FZ750 con cui Eddie Lawson vinse la gara nel 1986.

Un nuovo cambio regolamentare arrivò nel 2009, quando la nuova gestione impose l'uso delle moto della categoria Daytona SportBikes e il ritorno al tracciato da 3,56-miglio (5,73 km) precedentemente utilizzato.
La gara è una delle più combattute del motociclismo statunitense a causa di alcuni elementi che la fanno rassomigliare alle gare di durata, come i pit-stop per il cambio gomme e rifornimenti e la probabilità dell'ingresso in pista della "safety car", e solo nove campioni mondiali hanno fatto loro la competizione. Tra i campioni del mondo aventi nazionalità statunitense solo Kenny Roberts Jr. non ha vinto la Daytona 200.
Scott Russell e Miguel Duhamel detengono a pari merito il maggior numero di vittorie con cinque a testa. Russell, conosciuto col soprannome di "Mr. Daytona" grazie ai suoi risultati su questo tracciato, ha ottenuto tutte le sue vittorie nella classe Superbike (sia con moto da 750 cm³ che da 1000 cm³), mentre il quinto successo di Duhamel è stato ottenuto nella "Formula Xtreme" (con moto da 600 cm³), introdotta nel 2005.
La vittoria di Steve Rapp nel 2007 è stata la prima per la Kawasaki dopo quella di Scott Russell nel 1995 e la prima per un pilota privato dopo quella di John Ashmea] nel 1989.

## Albo d'oro
Fonte: (DE) Björn Reichert, Albo d'oro della AMA Daytona 200, su motorrad-autogrammkarten.de (archiviato dall'url originale il 15 agosto 2016).
Dove non indicata la nazionalità si intende pilota statunitense.
| Anno | Pilota                               | Costruttore                          | Squadra                              | Classe                               | Tracciato                                             |
| 1937 | Ed Kretz                             | Indian                               |                                      | --                                   | 3,2-miglio (5,1 km) Daytona Beach Course              |
| 1938 | Ben Campanale                        | Harley-Davidson                      |                                      | --                                   | 3,2-miglio (5,1 km) Daytona Beach Course              |
| 1939 | Ben Campanale                        | Harley-Davidson                      |                                      | --                                   | 3,2-miglio (5,1 km) Daytona Beach Course              |
| 1940 | Babe Tancrede                        | Harley-Davidson                      |                                      | --                                   | 3,2-miglio (5,1 km) Daytona Beach Course              |
| 1941 | Billy Mathews                        | Norton                               |                                      | --                                   | 3,2-miglio (5,1 km) Daytona Beach Course              |
| 1947 | John Spiegelhoff                     | Indian                               |                                      | --                                   | 3,2-miglio (5,1 km) Daytona Beach Course              |
| 1948 | Floyd Emde                           | Indian                               |                                      | --                                   | 4,1-miglio (6,6 km) Daytona Beach Course              |
| 1949 | Dick Klamfoth                        | Norton                               |                                      | --                                   | 4,1-miglio (6,6 km) Daytona Beach Course              |
| 1950 | Billy Mathews                        | Norton                               |                                      | --                                   | 4,1-miglio (6,6 km) Daytona Beach Course              |
| 1951 | Dick Klamfoth                        | Norton                               |                                      | --                                   | 4,1-miglio (6,6 km) Daytona Beach Course              |
| 1952 | Dick Klamfoth                        | Norton                               |                                      | --                                   | 4,1-miglio (6,6 km) Daytona Beach Course              |
| 1953 | Paul Goldsmith                       | Harley-Davidson                      |                                      | --                                   | 4,1-miglio (6,6 km) Daytona Beach Course              |
| 1954 | Bobby Hill                           | BSA                                  |                                      | --                                   | 4,1-miglio (6,6 km) Daytona Beach Course              |
| 1955 | Brad Andres                          | Harley-Davidson                      |                                      | --                                   | 4,1-miglio (6,6 km) Daytona Beach Course              |
| 1956 | John Gibson                          | Harley-Davidson                      |                                      | --                                   | 4,1-miglio (6,6 km) Daytona Beach Course              |
| 1957 | Joe Leonard                          | Harley-Davidson                      |                                      | --                                   | 4,1-miglio (6,6 km) Daytona Beach Course              |
| 1958 | Joe Leonard                          | Harley-Davidson                      |                                      | --                                   | 4,1-miglio (6,6 km) Daytona Beach Course              |
| 1959 | Brad Andres                          | Harley-Davidson                      |                                      | --                                   | 4,1-miglio (6,6 km) Daytona Beach Course              |
| 1960 | Brad Andres                          | Harley-Davidson                      |                                      | --                                   | 4,1-miglio (6,6 km) Daytona Beach Course              |
| 1961 | Roger Reiman                         | Harley-Davidson                      |                                      | --                                   | 2-miglio (3,2 km) Daytona Speedway/Infield Course     |
| 1962 | Don Burnett                          | Triumph                              |                                      | --                                   | 2-miglio (3,2 km) Daytona Speedway/Infield Course     |
| 1963 | Ralph White                          | Harley-Davidson                      |                                      | --                                   | 2-miglio (3,2 km) Daytona Speedway/Infield Course     |
| 1964 | Roger Reiman                         | Harley-Davidson                      |                                      | --                                   | 3,81-miglio (6,13 km) Daytona Speedway/Infield Course |
| 1965 | Roger Reiman                         | Harley-Davidson                      |                                      | --                                   | 3,81-miglio (6,13 km) Daytona Speedway/Infield Course |
| 1966 | Buddy Elmore                         | Triumph                              | Triumph Factory Team                 | --                                   | 3,81-miglio (6,13 km) Daytona Speedway/Infield Course |
| 1967 | Gary Nixon                           | Triumph                              | Triumph Factory Team                 | --                                   | 3,81-miglio (6,13 km) Daytona Speedway/Infield Course |
| 1968 | Cal Rayborn                          | Harley-Davidson                      | Harley-Davidson Factory Team         | --                                   | 3,81-miglio (6,13 km) Daytona Speedway/Infield Course |
| 1969 | Cal Rayborn                          | Harley-Davidson                      | Harley-Davidson Factory Team         | --                                   | 3,81-miglio (6,13 km) Daytona Speedway/Infield Course |
| 1970 | Dick Mann                            | Honda                                | Honda Factory Team                   | --                                   | 3,81-miglio (6,13 km) Daytona Speedway/Infield Course |
| 1971 | Dick Mann                            | BSA                                  | BSA                                  | --                                   | 3,81-miglio (6,13 km) Daytona Speedway/Infield Course |
| 1972 | Don Emde                             | Yamaha                               | Mel Dinesen                          | --                                   | 3,81-miglio (6,13 km) Daytona Speedway/Infield Course |
| 1973 | Jarno Saarinen                       | Yamaha                               | Yamaha Motor Company                 | --                                   | 3,84-miglio (6,18 km) Daytona Speedway/Infield Course |
| 1974 | Giacomo Agostini                     | Yamaha                               | Yamaha Motor Company                 | --                                   | 3,84-miglio (6,18 km) Daytona Speedway/Infield Course |
| 1975 | Gene Romero                          | Yamaha                               | Yamaha Motor Company                 | --                                   | 3,84-miglio (6,18 km) Daytona Speedway/Infield Course |
| 1976 | Johnny Cecotto                       | Yamaha                               | Yamaha Motor Company                 | --                                   | 3,87-miglio (6,23 km) Daytona Speedway/Infield Course |
| 1977 | Steve Baker                          | Yamaha                               | Yamaha Motor Company                 | Formula 1                            | 3,87-miglio (6,23 km) Daytona Speedway/Infield Course |
| 1978 | Kenny Roberts                        | Yamaha                               | Yamaha Motor Company                 | Formula 1                            | 3,87-miglio (6,23 km) Daytona Speedway/Infield Course |
| 1979 | Dale Singleton                       | Yamaha                               |                                      | Formula 1                            | 3,87-miglio (6,23 km) Daytona Speedway/Infield Course |
| 1980 | Patrick Pons                         | Yamaha                               | Sonauto-Yamaha                       | Formula 1                            | 3,87-miglio (6,23 km) Daytona Speedway/Infield Course |
| 1981 | Dale Singleton                       | Yamaha                               |                                      | Formula 1                            | 3,87-miglio (6,23 km) Daytona Speedway/Infield Course |
| 1982 | Graeme Crosby                        | Yamaha                               | Yamaha Motor Company                 | Formula 1                            | 3,87-miglio (6,23 km) Daytona Speedway/Infield Course |
| 1983 | Kenny Roberts                        | Yamaha                               | Yamaha Motor Company                 | Formula 1                            | 3,87-miglio (6,23 km) Daytona Speedway/Infield Course |
| 1984 | Kenny Roberts                        | Yamaha                               | Yamaha Motor Company                 | Formula 1                            | 3,87-miglio (6,23 km) Daytona Speedway/Infield Course |
| 1985 | Freddie Spencer                      | Honda                                | American Honda                       | Superbike                            | 3,56-miglio (5,73 km) Daytona Speedway/Infield Course |
| 1986 | Eddie Lawson                         | Yamaha                               | Yamaha Motor Company                 | Superbike                            | 3,56-miglio (5,73 km) Daytona Speedway/Infield Course |
| 1987 | Wayne Rainey                         | Honda                                | American Honda                       | Superbike                            | 3,56-miglio (5,73 km) Daytona Speedway/Infield Course |
| 1988 | Kevin Schwantz                       | Suzuki                               | Yoshimura Racing                     | Superbike                            | 3,56-miglio (5,73 km) Daytona Speedway/Infield Course |
| 1989 | John Ashmead                         | Honda                                | John Ashmead                         | Superbike                            | 3,56-miglio (5,73 km) Daytona Speedway/Infield Course |
| 1990 | David Sadowski                       | Yamaha                               | Vance & Hines                        | Superbike                            | 3,56-miglio (5,73 km) Daytona Speedway/Infield Course |
| 1991 | Miguel Duhamel                       | Honda                                | Commonwealth Racing                  | Superbike                            | 3,56-miglio (5,73 km) Daytona Speedway/Infield Course |
| 1992 | Scott Russell                        | Kawasaki                             | Team Muzzy                           | Superbike                            | 3,56-miglio (5,73 km) Daytona Speedway/Infield Course |
| 1993 | Eddie Lawson                         | Yamaha                               | Vance & Hines                        | Superbike                            | 3,56-miglio (5,73 km) Daytona Speedway/Infield Course |
| 1994 | Scott Russell                        | Kawasaki                             | Team Muzzy                           | Superbike                            | 3,56-miglio (5,73 km) Daytona Speedway/Infield Course |
| 1995 | Scott Russell                        | Kawasaki                             | Team Muzzy                           | Superbike                            | 3,56-miglio (5,73 km) Daytona Speedway/Infield Course |
| 1996 | Miguel Duhamel                       | Honda                                | Commonwealth Racing                  | Superbike                            | 3,56-miglio (5,73 km) Daytona Speedway/Infield Course |
| 1997 | Scott Russell                        | Yamaha                               | Yamaha Motor Company                 | Superbike                            | 3,56-miglio (5,73 km) Daytona Speedway/Infield Course |
| 1998 | Scott Russell                        | Yamaha                               | Yamaha Motor Company                 | Superbike                            | 3,56-miglio (5,73 km) Daytona Speedway/Infield Course |
| 1999 | Miguel Duhamel                       | Honda                                | American Honda                       | Superbike                            | 3,56-miglio (5,73 km) Daytona Speedway/Infield Course |
| 2000 | Mat Mladin                           | Suzuki                               | Yoshimura American Suzuki            | Superbike                            | 3,56-miglio (5,73 km) Daytona Speedway/Infield Course |
| 2001 | Mat Mladin                           | Suzuki                               | Yoshimura American Suzuki            | Superbike                            | 3,56-miglio (5,73 km) Daytona Speedway/Infield Course |
| 2002 | Nicky Hayden                         | Honda                                | American Honda                       | Superbike                            | 3,56-miglio (5,73 km) Daytona Speedway/Infield Course |
| 2003 | Miguel Duhamel                       | Honda                                | American Honda                       | Superbike                            | 3,56-miglio (5,73 km) Daytona Speedway/Infield Course |
| 2004 | Mat Mladin                           | Suzuki                               | Yoshimura American Suzuki            | Superbike                            | 3,56-miglio (5,73 km) Daytona Speedway/Infield Course |
| 2005 | Miguel Duhamel                       | Honda                                | American Honda                       | Formula Xtreme                       | 2,95-miglio (4,75 km) Daytona Speedway/Infield Course |
| 2006 | Jake Zemke                           | Honda                                | American Honda                       | Formula Xtreme                       | 2,95-miglio (4,75 km) Daytona Speedway/Infield Course |
| 2007 | Steve Rapp                           | Kawasaki                             | Attack Performance                   | Formula Xtreme                       | 2,95-miglio (4,75 km) Daytona Speedway/Infield Course |
| 2008 | Chaz Davies*                         | Kawasaki                             | Attack Performance                   | Formula Xtreme                       | 2,90-miglio (4,67 km) Daytona Speedway/Infield Course |
| 2009 | Ben Bostrom                          | Yamaha                               | Graves Yamaha                        | Daytona SportBike                    | 3,56-miglio (5,73 km) Daytona Speedway/Infield Course |
| 2010 | Josh Herrin                          | Yamaha                               | Graves Yamaha                        | Daytona SportBike                    | 3,51-miglio (5,65 km) Daytona Speedway/Infield Course |
| 2011 | Jason Di Salvo                       | Ducati                               | Latus Motor                          | Daytona SportBike                    | 3,51-miglio (5,65 km) Daytona Speedway/Infield Course |
| 2012 | Joey Pascarella                      | Yamaha                               | Project 1 Atlanta                    | Daytona SportBike                    | 3,51-miglio (5,65 km) Daytona Speedway/Infield Course |
| 2013 | Cameron Beaubier                     | Yamaha                               | Graves Yamaha                        | Daytona SportBike                    | 3,51-miglio (5,65 km) Daytona Speedway/Infield Course |
| 2014 | Danny Eslick                         | Triumph                              | Riders Discount Racing               | Daytona SportBike                    | 3,51-miglio (5,65 km) Daytona Speedway/Infield Course |
| 2015 | Danny Eslick                         | Suzuki                               | TOBC Racing                          | Daytona SportBike                    | 3,51-miglio (5,65 km) Daytona Speedway/Infield Course |
| 2016 | Michael Barnes                       | Yamaha                               | Prieto Performance                   | Daytona SportBike                    | 3,51-miglio (5,65 km) Daytona Speedway/Infield Course |
| 2017 | Danny Eslick                         | Yamaha                               | TOBC Racing                          | Daytona SportBike                    | 3,51-miglio (5,65 km) Daytona Speedway/Infield Course |
| 2018 | Danny Eslick                         | Yamaha                               | TOBC Racing                          | Daytona SportBike                    | 3,51-miglio (5,65 km) Daytona Speedway/Infield Course |
| 2019 | Kyle Wyman                           | Yamaha                               | N2 Racing/BobbleHeadMoto/KWR         | Daytona SportBike                    | 3,51-miglio (5,65 km) Daytona Speedway/Infield Course |
| 2020 | Non disputata (Pandemia di Covid-19) | Non disputata (Pandemia di Covid-19) | Non disputata (Pandemia di Covid-19) | Non disputata (Pandemia di Covid-19) | Non disputata (Pandemia di Covid-19)                  |
| 2021 | Brandon Paasch                       | Yamaha                               | TSE Racing                           | Daytona SportBike                    | 3,51-miglio (5,65 km) Daytona Speedway/Infield Course |
| 2022 | Brandon Paasch                       | Triumph                              | TOBC Racing Triumph                  | Supersport                           | 3,51-miglio (5,65 km) Daytona Speedway/Infield Course |
| 2023 | Josh Herrin                          | Ducati                               | Warhorse HSBK Racing Ducati NYC      | Supersport                           | 3,51-miglio (5,65 km) Daytona Speedway/Infield Course |
| 2024 | Josh Herrin                          | Ducati                               | Warhorse HSBK Racing Ducati NYC      | Supersport                           | 3,51-miglio (5,65 km) Daytona Speedway/Infield Course |
| 2025 | Josh Herrin                          | Ducati                               | Warhorse HSBK Racing Ducati NYC      | Supersport                           | 3,51-miglio (5,65 km) Daytona Speedway/Infield Course |

- La gara non è stata disputata tra il 1942 e il 1946 a causa della Seconda guerra mondiale[8].
- La gara del 2008 era stata vinta da Josh Hayes, ma fu in seguito squalificato per l'uso di un albero motore illegale[9], pertanto il secondo classificato, Chaz Davies, venne dichiarato vincitore[10] (il primo vincitore della Daytona 200 proveniente dal Regno Unito. La Honda pose appello alla decisione[11], ma il 4 aprile 2008 l'AMA informò il team Erion Honda che l'appello era stato rifiutato.[12]
- La gara del 2011 è stata ridotta a 42 giri "in regime di bandiera verde" / (147,42-miglio (237,25 km)) a causa di due bandiere rosse sventolate per casi di problemi agli pneumatici e per il sopraggiungere dell'oscurità. Il totale dei giri percorsi fu di 45 giri (157,95-miglio (254,20 km)), perché ai 42 di gara si aggiunsero un totale di 3 giri di "warm up" prima delle due ripartenze.